# Václav Nosek
Václav Nosek (ur. 26 września 1892 w Velkiej Dobrej, zm. 22 lipca 1955 w Pradze) – czeski polityk komunistyczny, minister.

## Życiorys
Pracował jako górnik, od młodości był działaczem partii socjaldemokratycznej, w 1921 został członkiem i funkcjonariuszem KPCz, 1929–1936 był członkiem KC KPCz. Po utworzeniu przez III Rzeszę Protektoratu Czech i Moraw na krótko uwięziony, jednak latem 1939 udało mu się przedostać do Wielkiej Brytanii, gdzie stał się jednym z czołowych działaczy czechosłowackiej emigracji komunistycznej. W 1941 został członkiem, a w 1942 wiceprzewodniczącym Czechosłowackiej Rady Państwowej na Uchodźstwie, w 1945 wrócił do Czechosłowacji, 1945-1954 był członkiem Prezydium KC KPCz. W latach 1945–1953 był ministrem spraw wewnętrznych, a 1954–1955 ministrem pracy. Odegrał istotną rolę w komunistycznym zamachu stanu w 1948, usunął z ministerstwa niekomunistycznych oficerów policji i użył służb policyjnych do zdławienia demonstracji poparcia dla prezydenta Beneša. Po utworzeniu w 1950 ministerstwa bezpieczeństwa narodowego jego pozycja osłabła, gdyż utworzone wówczas ministerstwo przejęło dużą część kompetencji Ministerstwa Spraw Wewnętrznych.